# Valeins

Valeins este o comună în departamentul Ain din estul Franței.